# Czajnik / Posypałka
Czajnik / Posypałka – singel zespołu Voo Voo promujący płytę Zapłacono.

## Lista utworów
| 1. | "Czajnik"                                                                                                 | 4:40  |
|    | - premiera antenowa 5 grudnia 1994 - Wojciech Waglewski – muzyka i słowa - Mamadou Diouf – muzyka i słowa |       |
| 2. | "Posypałka"                                                                                               | 4:15  |
|    | - premiera antenowa 7 listopada 1994 - Wojciech Waglewski – muzyka i słowa                                |       |
|    | | 08:55 |
|    | |       |